# Gösta Persson (konstnär)
Karl Gösta Persson, född 12 juli 1927 i Hofors, Gävleborgs län, död 20 februari 1992, var en svensk målare och reklamtecknare. 
Han var son till Albert Persson och Hildur Eleonora Andersson och gift med Gudrun Birgitta Lönn. Persson studerade vid Otte Skölds målarskola i Stockholm 1947 och under en studieresa till Frankrike 1953. Separat ställde han ut i Hofors och Sandviken ett flertal gånger. Han medverkade i Nationalmuseums utställning Unga tecknare 1950-1953 och i Sveriges fria konstnärsförbunds utställningar. Bland hans offentliga arbeten märks en dekorativ målning med motiv från Hofors bruks historia på ålderdomshemmet i Hofors. Hans konst består av porträtt, stilleben och landskapsmålningar utförda i olja, pastell eller akvarell. Han var huvudsakligen verksam som reklamtecknare och utövade sin konstnärliga verksamhet på fritiden. Persson är representerad med teckningar på  Moderna museet och Gustav VI Adolfs samling i Stockholm .